# Lomaptera nickerli
Lomaptera nickerli är en skalbaggsart som beskrevs av Conrad L. Schoch 1898. Lomaptera nickerli ingår i släktet Lomaptera och familjen Cetoniidae. Inga underarter finns listade i Catalogue of Life.